# Катастрофа Ту-134 в Донецке
Катастрофа Ту-134 в Донецке — авиационная катастрофа, произошедшая в пятницу 25 мая 1984 года на окраине Донецка (Петровский район, недалеко от д. 7 по ул. Добровольского, на пустыре и в ближайшей лесопосадке) с самолётом Ту-134Ш Военно-воздушных сил Советского Союза, в результате которой погибли 7 человек — 6 членов экипажа и 1 пассажир.

## Самолёт
Ту-134Ш с бортовым номером 02 (заводской 2350202, серийный Ш02-02) был выпущен Харьковским авиационным заводом 30 августа 1972 года и передан ВВС СССР, где его направили в Ворошиловградское высшее военное авиационное училище штурманов имени Пролетариата Донбасса (ВВВАУШ), где он использовался для тренировки штурманов фронтовых бомбардировщиков Ту-22. На день катастрофы совершил 2370 циклов «взлёт-посадка» и налетал 3173 часа; с момента последнего среднего ремонта (23 ноября 1979 года, в/ч 13837, Челябинск) — 773 цикла «взлёт-посадка» и 1034 часа.

## Экипаж и пассажир
Самолётом управлял экипаж из 6 человек (2-я авиаэскадрилья 46-го учебного авиаполка) во главе с лётчиком-инструктором 1-го класса В. А. Сюткиным (командир экипажа); также в составе экипажа были штурман-инструктор Анатолий Петрович Ладик и бортрадист Михаил Вайнтрауб.
Единственным пассажиром на борту Ту-134 был 49-летний Юрий Михайлович Марченко, начальник ВВВАУШ, генерал-майор авиации и заслуженный военный лётчик СССР.

## Катастрофа
Ту-134Ш борт 02 должен был совершить перелёт из Жданова в Ворошиловград, взлётный вес самолёта составлял 40 500 килограммов. В 18:22 борт 02 (рейс 449) вылетел из аэропорта Жданова и после набора высоты занял эшелон 4200 метров.
В 18:34 рейс 449, летя с приборной скоростью 500 км/ч, обходил грозовые фронты в небе над Донецком, когда неожиданно появилась большая боковая раскачка по курсу и крену. По данным параметрического бортового самописца МСРП-12-96, вертикальная перегрузка колебалась от −1,9g до +3,6g, боковая — от −0,8g до +1,25g, а угловая скорость рыскания — от −16°/сек до +21°/сек. При этом руль высоты отклонялся от −6,6°, до +5,2°, руль направления — от −11° до +19°, а элероны в пределах 6—8°. Периодичность между колебаниями составляла 4,5 секунды. Самолёт вышел на угол скольжения до 23°, при этом перейдя в быстрое снижение. Через 38 секунд на высоте 2750 метров разогнавшийся до приборной скорости 610 км/ч Ту-134 начал разрушаться. На экранах радиолокатора отметка самолёта также пропала. Диспетчеры попытались связаться с ним, но безуспешно. Через 10-12 минут с одного из гражданских самолётов доложили: …наблюдаю горящие обломки на окраине Донецка. Обломки Ту-134 упали в лесистой части Петровского района Донецка. Все находившиеся на его борту 7 человек погибли.

## Расследование
В состав комиссии по расследованию происшествия вошли и представители ОКБ Туполева, а именно:
- А. И. Карнеичев — инженер по эксплуатации;
- Л. Л. Селяков — главный конструктор;
- Ф. А. Кочарян — зам. начальника отдела прочности;
- В. Н. Перельштейн — начальник бригады динамики.

По имеющимся сведениям, самолёт разрушился при прохождении между двух грозовых фронтов. В связи с этим была выдвинута предварительная версия, что виной стали сложные метеоусловия.

ЗАКЛЮЧЕНИЕ

(предварительное)

о катастрофе самолёта Ту-134Ш серии № 02-02 25 мая 1984 года
Материалы объективного контроля параметров полёта по МСРП-12-96, радиообмен экипажа, метеорологическая обстановка, кроки, характер изломов конструкции, а также анализ возможных отказов системы путевого управления (демпфер рыскания, бустер руля направления и проводка) показывают следующее:
- Катастрофа самолёта произошла вследствие попадания его в зону интенсивной турбулентности, вызванной грозовой деятельностью, что подтверждается:
  - радиообменом с экипажем в 18.33’08": «449 информацию принял, обхожу по своим средствам прямо»;
  - данными метеослужбы, из которых следует, что борт 449 пересёк линию засветки;
  - выключением автопилота экипажем перед входом в зону грозовой деятельности.

- Попадание в зону грозовой деятельности привело к возникновению циклических колебаний самолёта одновременно в горизонтальной и вертикальной плоскостях.
- Достигнутые при этом знакопеременные боковые и вертикальные перегрузки значительно превысили нормированный по прочности уровень нагрузок и привели к разрушению конструкции.
- При действующих в кабине боковых и вертикальных перегрузках, превышающих соответствующие перегрузки в центре тяжести самолёта, экипаж физически не имел возможности предотвратить его разрушение.
- Материальная часть самолёта на протяжении всего полёта была исправна и отказов не имела.

— Главный конструктор предприятия 2-VI-84 г. Л. Селяков
Однако благодаря настойчивости руководителей НИИЭРАТа ВВС были проведены более детальные исследования, в ходе которых выяснилось, что причина катастрофы заключалась на самом деле в самом самолёте, а точнее — в его электропроводке. Во время выполнения технического обслуживания на авиаремонтном заводе в Челябинске в 1979 году рабочие перепутали между собой провода 1ЭЦ12 и 2ЭЦ12 на клеммах контактора ТКД-503ДТ включения резервного преобразователя ПТ-1500ц на основную шину. Далее на протяжении нескольких лет Ту-134 летал нормально, пока в этот злополучный рейс при прохождении грозового фронта система автоматически не подключила на основную шину и резервный преобразователь. В итоге произошло неправильное чередование фаз переменного напряжения 36 В 400 Гц, а оно привело в свою очередь к изменению направления вращения роторов гиромоторов приборов и гиродатчиков. Проведённые в дальнейшем эксперименты на земле и на стенде в ОКБ, воспроизводящие данный отказ, подтвердили, что самолёт начинал вести себя так же, как и борт 02 в небе над Донецком. Помимо этого, отказывали авиагоризонты и курсовые системы, а их показания становились хаотическими.
На основании новых полученных сведений был сделан вывод, что лётное происшествие произошло из-за потери самолётом путевой динамической устойчивости и управляемости из-за неправильной работы демпфера рыскания, вследствие перепутывания электропроводов на клеммах контактора ТКД-503 ДТ включения резервного преобразователя ПТ-1500Ц на основную шину.
Что до предварительного заключения (о сложных метеоусловиях), то главный конструктор самолёта Ту-134 Л. Л. Селяков считает его своей грубейшей ошибкой.